# Жёлтый круг (повесть)
Жёлтый круг (1969) — повесть советского писателя Игоря Бондаренко.

## Сюжет
В повести две основные сюжетные линии, которые «соприкасаются» в раскрытии тайны Топилицзее в Австрии. Так называемая «Альпийская крепость» Третьего рейха служила последним прибежищем для высших чиновников гитлеровского государства и руководителей СС. По свидетельству не только местных жителей, но и видных деятелей СС, попавших в плен, в альпийских горных озёрах в 1945 году гитлеровцы действительно затопили ящики с фальшивыми фунтами стерлингов и долларами, а также с секретными документами. Насколько важное значение придавалось «Альпийской крепости» говорит тот факт, что её возглавлял второй человек после Гиммлера в системе безопасности в Германии — обергруппенфюрер СС Эрнст Кальтенбруннер. Предполагалось, что и Гитлер сможет укрыться в «Альпийской крепости» до того момента, когда союзники «рассорятся», а Германия сможет заключить сепаратный мир с США и Великобританией и тогда выстоит против советской России.
Но события развивались так, что этим планам не суждено было осуществиться. Тем не менее в альпийских озёрах существовал некий «подводный сейф», который первыми попытались вскрыть американцы ещё в 1945 году, о чём писал в своей книге «Сокровища „черного ордена“» известный немецкий публицист Юлиус Мадер. Персонажи повести писателя Игоря Бондаренко тоже стремятся достать подводный сейф и раскрыть его тайны.
Иоганн Мирбах, журналист из Гамбурга, уже опубликовал серию материалов в журнале «Штерн» об «альпийских тайнах», но когда он вплотную подошёл к материалам о Топлицзее, где по преданиям и хранились самые важные документы Третьего рейха, то посыпались угрозы не только ему, но и членам его семьи — жене и детям — прекратить поиски и дальнейшую публикацию материалов о тайнах альпийских озёр. Тогда Мирбах обратился за помощью к своему другу — журналисту Максимилиану Факу, живущему в Вене. Оба журналиста служили в вермахте, в 1943 году попали в русский плен, где и подружились. Фак после возвращения на родину сказал себе: «Все! С меня одной войны достаточно» и отошёл от всякой политической и общественной жизни, публиковал нейтральные материалы в разных изданиях и всё чаще лирические рассказы, которые имели успех у читателей. Мирбах после возвращения из плена на родину в Гамбург решил продолжать «свою» войну, на этот раз — против тех, кто вверг его страну в пучину бедствий и разрушений, стал «политическим журналистом».
Фак не имел семьи, кроме того никак «не засветился» на политическом поприще и был более «свободен». В предложении своего друга Мирбаха «заменить» его и продолжить поиски в альпийских озерах не увидел для себя никакой угрозы и, не в силах отказать другу, согласился. Такова одна сюжетная линия повести.
Другая линия связана с советским разведчиком Клаусом Клингеном, который работал в Германии ещё со времён Второй мировой войны. Советскую разведку прежде всего интересовали так называемые «консервы», то есть списки агентов, которые были внедрены в различные страны Европы, оккупированные гитлеровской армией в годы Второй мировой войны. «Консервами» они назывались потому, что предназначались для «длительного хранения», они прости жили обычной жизнью граждан в той или иной стране 20 и даже 40 лет, до дня «Х». Для такой работы, для лучшей «сохранности», подбирались люди молодые от 18 до 25 лет. Особенно на эту работу стали обращать внимание руководители Третьего рейха после поражения под Сталинградом, когда появилась реальная угроза проиграть не только битву, но и всю военную кампанию. По замыслам руководителей Третьего рейха «консервы» могли быть «вскрыты» и приведены в действие в той или иной стране при ослаблении центральной власти или во время вооруженных конфликтов, в которых принимали бы участие националистические силы. Идеи национал-социализма не должны были погибнуть. В связи с этим Клаус Клинген получил и другое задание — по возможности войти в различные националистические движения в европейских странах, чтобы выявить их силы. Кандидатура Клингена очень подходила для этой роли — среди оставшихся в живых крупных деятелей Третьего рейха он считался сыном обергруппенфюрера СС Франца Штайнгау, который покончил с собой в апреле 1945 года в Берлине.

## История издания
Повесть «Жёлтый круг» была написана в 1969 году, но пролежала в столе у писателя три года. В Советском Союзе в 1970-х годах по существовавшему положению рукописи, которые в той или иной мере касались разведки или контрразведки, проходили в обязательном порядке не только обычную цензуру, но и согласование с Пресс-бюро КГБ, которое и создано было для этих целей в 1969 году. Рецензия из Пресс-бюро КГБ на рукопись повести «Жёлтый круг» пришла отрицательная. По мнению самого Игоря Бондаренко, критика повести в рецензии полковника КГБ была необоснованной, и в 1972 году на проходившем в Москве совещании литераторов, пишущих о разведке, писатель в своём выступлении заявил, что больше не намерен обращаться к этой теме, объяснив причины. На совещании присутствовал один из руководителей внешней разведки СССР. В перерыве он подошёл к Бондаренко и сказал: «В каждом ведомстве есть свои идиоты… Вы пишите, ваши книги нужны, а будут проблемы, — вот мой телефон». После этого совещания для писателя Игоря Бондаренко стали доступны не только страны Варшавского договора, но и западноевропейские страны — ФРГ, Англия, Франция, Австрия, что помогло ему при написании романа «Красные пианисты» о «Красной капелле». В 1973 году повесть «Жёлтый круг» напечатали в Ростове на Дону, потом она несколько раз переиздавалась массовыми тиражами в Москве и Киеве.

## Издания повести
- Жёлтый круг : Повесть. — Ростов н/Д : Кн. изд-во, 1973. — 192 с.
- Кто придет на «Мариине». Жёлтый круг : Повести. — Ростов н/Д : Кн. изд-во, 1977. — 255 с.
- Жовте Коло : Повесть :  [укр.]. — Киев : Радянський письменник, 1977.
- Кто придет на «Мариине». Жёлтый круг : Повести. — М. : Современник, 1984. — 223 с.
- Красные пианисты. Жёлтый круг. — М. : Вече, 2008. — 412 с. — (Особо опасен для рейха). — ISBN 978-5-9533-3559-1.